# Pascal Welge
Pascal Welge (* 15. Juli 1987) ist ein ehemaliger deutscher Handballtorwart.

## Karriere
Pascal Welge begann seine Karriere im Nachwuchsbereich der TSG Altenhagen-Heepen. Im Jahre 2005 wurde er mit der A-Jugend Westdeutscher Meister und rückte anschließend in den Kader der ersten Mannschaft auf, die in der seinerzeit viertklassigen Oberliga Westfalen spielte. Im Jahre 2009 stieg Welge mit der TSG Altenhagen-Heepen in die seinerzeit drittklassige Regionalliga West auf. Drei Jahre später wechselte er dann zur zweiten Mannschaft des TSV GWD Minden, wo er in der 3. Liga spielte. Im März 2013 gab Welge sein Bundesligadebüt im Spiel gegen Frisch Auf Göppingen. Im Jahre 2015 kehrte Welge zur mittlerweile wieder in die Oberliga Westfalen abgestiegene TSG Altenhagen-Heepen zurück. Zwei Jahre später folgte der Wechsel zu den Sportfreunden Loxten, wo er seine Karriere im Jahre 2020 zunächst beendete. In der Saison 2020/21 fungierte Welge als Torwarttrainer bei der TSG Harsewinkel. Zwischen 2021 und 2023 spielte Welge nochmals für den TuS 97 Bielefeld-Jöllenbeck.